# 西海市立白似田小学校
西海市立白似田小学校（さいかいしりつ しらにたしょうがっこう, Saikai City Shiranita Elementary School）は、長崎県西海市西彼町白似田郷にあった公立小学校。略称は「白似田小」（しらにたしょう）、「白小」（しらしょう）。
2018年（平成30年）3月末に閉校し、西海市立亀岳小学校との統合で西海市立ときわ台小学校が新設された。

## 概要
歴史
1877年（明治10年）に開校した「公立下等白似田小学校」を前身とする。亀岳小学校への統合・同校からの分離独立を繰り返し、1898年（明治31年）以来、独立校として存続している。2017年（平成29年）に創立130周年を迎えた。
学校教育目標
「豊かな心、健やかな体、確かな学力をもつ児童の育成」
校章
校名の「白」と「小」の文字を図案化して組み合わせたものとなっている。
校歌
1954年（昭和29年）に制定。作詞は原口喜久也、作曲は富永博による。歌詞は3番まであり、各番に校名の「白似田」が登場する。
校区
住所表記で西海市西彼町の後に「平原郷、白似田郷、風早郷、上岳郷（山中地区）」が続く地域。中学校区は西海市立西彼中学校。
シンボルツリー
メタセコイヤ

## 沿革
- 1877年（明治10年）- 白似田郷字白似田1809に「公立下等白似田小学校」が開校。
- 1882年（明治15年）- 統合により、「公立中等中山小学校白似田分舎」に改称。
- 1884年（明治17年）4月 - 校地を白似田郷1776に移転。
- 1886年（明治19年）9月 - 小学校令の施行により、中山小学校から分離し、簡易科（3年制）を設置の上、「簡易白似田小学校」として独立。
  - 以上の小学校とは別に、長崎県により西彼杵郡時津村に「第四高等小学校」が設置される。
- 1889年（明治22年）4月 - 町村制の施行により、亀浦村と下岳村の2村が合併し「亀岳村」が発足。これにより、亀岳村立の小学校となる。
- 1890年（明治23年）4月 - 小学校令の改正により、簡易科を廃止の上、尋常科（4年制）を設置し「尋常白似田小学校」に改称。
- 1893年（明治26年）4月 - 統合により、「亀岳尋常小学校 白似田分教場」となる。
- 1898年（明治31年）4月 - 亀岳尋常小学校より分離し、「白似田尋常小学校」として独立する（尋常科4年制）。
  - 高等小学校へ進学を希望する者は、白似田尋常小学校を卒業した後、亀岳尋常高等小学校に通うこととなる。
- 1908年（明治41年）4月 - 小学校令の一部改正により、義務教育年限が尋常科4年から尋常科6年に延長される。尋常科5・6年を新設。
- 1917年（大正6年）4月 - 高等小学校等に進学しない児童を対象とした白似田農業補習学校を併設。
- 1935年（昭和10年）4月 - 青年学校令の施行により、併設の白似田実業補習学校が「白似田青年学校」に改称される。
- 1941年（昭和16年）4月1日 - 国民学校令の施行により、「亀岳村白似田国民学校」に改称。尋常科を初等科に改称（初等科6年のみ）。
- 1947年（昭和22年）4月1日 - 学制改革（六・三制の実施）が行われ、「亀岳村立白似田小学校」となる。
- 1954年（昭和29年）11月8日 - 校歌を制定。
- 1961年（昭和36年）6月29日 - 亀岳村と大串村が合併し、「西彼村立白似田小学校」に改称。
- 1962年（昭和37年）11月 - ミルク給食を開始。
- 1963年（昭和38年）11月 - 脱脂粉乳給食を開始。
- 1967年（昭和42年）9月 - 完全給食を開始。
- 1969年（昭和44年）1月1日 - 町制施行により、「西彼町立白似田小学校」に改称。
- 1071年（昭和46年）- プールが完成。
- 1977年（昭和52年）3月 - 新校舎が完成。
- 1978年（昭和53年）
  - 1月 - 創立100周年記念式典を挙行。記念碑（「真心」）を設置。校旗を新調。
  - 3月 - 体育館周辺にカイヅカイブキを100周年にちなみ100本植樹。正門横に校歌碑を建立。
- 1980年（昭和55年）3月 - 裏門に校章碑を設置。
- 1992年（平成4年）7月 - 白似田小学校コスモス通りが完成。
- 1995年（平成7年）10月 - トイレの水洗化が完了。
- 2000年（平成12年）5月 - 探検の道が完成。
- 2005年（平成17年）4月1日 - 町村合併により「西海市立白似田小学校」（現校名）と改称。
- 2018年（平成30年）
  - 2月25日 - 閉校記念式典を挙行[4]。
  - 3月31日 - 閉校[1][2][3][4]。

## 交通アクセス
最寄りのバス停
- 長崎自動車（長崎バス）「峰口」バス停 - 長崎市街地から1番「石原」・「大串」行きのバスに乗車。

道路
- 国道206号「白似田」交差点

## 周辺
- 峰公民館

## 参考資料
- 「西彼杵郡現勢一班」（1926年（昭和元年）12月31日発行, 出版:郡役所廃止記念会）- 国立国会図書館近代デジタルライブラリー p.302（コマ番号162）
- 「西彼町郷土誌」（2003年（平成15年）3月1日発行, 西彼町教育委員会）